# Протуберанец
Протубера́нцы (нем. Protuberanzen, от лат. protubero — вздуваюсь) — плотные конденсации относительно холодного (по сравнению с солнечной короной) вещества, которые поднимаются и удерживаются над поверхностью Солнца магнитным полем.

## Описание
В Новгороде протуберанцы наблюдали, вероятно, ещё во время солнечного затмения 1 мая 1185 года, о чём свидетельствует запись в Лаврентьевской летописи:
«и въ сл҃нци ᲂучинисѧ ꙗко мцⷭ҇ь . иꙁ рогъ ѥго ꙗко ꙋгль жаровъ исхожаше». Поскольку в 1185—1186 годах в Китае 5 раз наблюдали пятна на Солнце, вероятно, солнечная активность была на максимуме, поэтому и протуберанцы могли быть видны невооружённым глазом.
Изучение протуберанцев началось с затмения Солнца 8 июля 1842 года; тогда Араго, Эри и другие астрономы заметили необычные ярко-розовые выступы вокруг чёрного диска Луны. Во время наблюдения солнечного затмения 18 августа 1868 года Пьер Жансен независимо от Дж. Локьера применил новый метод наблюдения протуберанцев вне затмения, сделал вывод об их газообразном характере. Много ценных сведений о солнечных протуберанцах и их быстрых изменениях было получено с помощью замедленной съёмки. В эру космонавтики процессы, происходящие в солнечной атмосфере, стали наблюдаться и исследоваться при помощи спутников и космических станций.
Протуберанцы хорошо видны во время полных солнечных затмений. Вне затмений наблюдаются с помощью особых спектральных приборов (протуберанц-спектроскопов), интерференционных фильтров, внезатменных коронографов (коронограф Лио), хромосферных телескопов. В проекции на солнечный диск протуберанцы заметны в виде тёмных волокон.
Волокна — это тёмные вытянутые структуры, хорошо видимые в солнечной хромосфере в красной линии водорода H-альфа (Hα). Они представляют собой конденсации из плотной и более холодной, чем окружающее вещество плазмы, приподнятые и удерживаемые над солнечной поверхностью петлями магнитного поля.

## Классификация

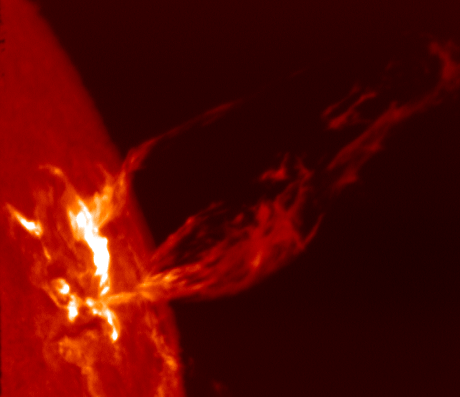
Протуберанец I типа

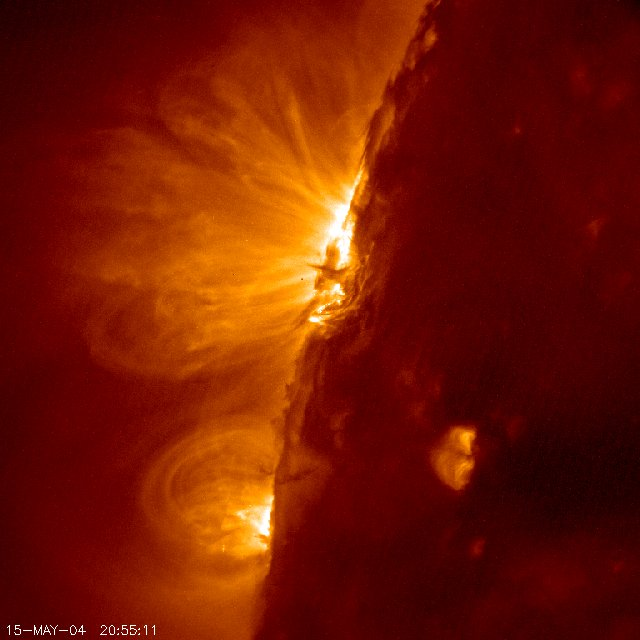
Протуберанец II типа (тёмная полоса на фоне яркой активной области). Изображение, полученное космическим аппаратом TRACE, в корональной линии 195 Å

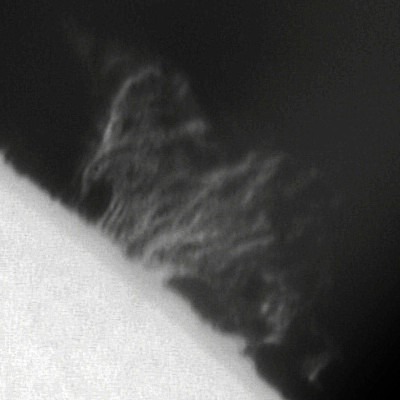
Протуберанец III типа

Протуберанцы представляют собой волокнистые и клочковатые структуры, похожи на нити и сгустки плазмы различных форм, постоянно движутся, классифицируются по морфологическим или динамическим признакам.
Классификация протуберанцев по внешнему виду, скорости и особенностям движения вещества внутри него:
- спокойные;
- активные;
- эруптивные или изверженные;
- корональные или петлеобразные.

Спокойные протуберанцы. Вещество движется медленно. Форма меняется медленно. Время существования — недели и месяцы. Наблюдаются во всех гелиографических широтах. Возникают вблизи групп солнечных пятен, находящихся на поздних стадиях развития, или вдали от них. Кинетическая температура — 15 000 °.
Активные протуберанцы. Потоки вещества движутся от протуберанца к фотосфере и от одного протуберанца к другому с довольно большой скоростью. Кинетическая температура — 25 000 °. Многие спокойные протуберанцы становятся активными на время от десятков минут до нескольких суток, а затем исчезают или превращаются в эруптивные протуберанцы.
Эруптивные или изверженные протуберанцы. По внешнему виду напоминают громадные фонтаны. «Фонтаны» достигают высот до 1,7 млн км над поверхностью Солнца. Сгустки вещества движутся быстро, «извергаются» со скоростями в сотни км/с. Начертания изменяются довольно быстро. При увеличении высоты протуберанец слабеет и рассеивается. В некоторых протуберанцах наблюдались резкие изменения скорости движения отдельных сгустков. Эруптивные протуберанцы непродолжительны.
Корональные или петлеобразные протуберанцы. Возникают над хромосферой в виде небольших облаков. Со временем небольшие облака сливаются в одно большое облако. Большое облако испускает вниз (к хромосфере) отдельные потоки (струи) светящегося вещества. Существуют несколько часов.
Большие протуберанцы и энергичные корональные выбросы наблюдаются редко. Частота их появления, как и частота появления солнечных пятен и других активных явлений, увеличивается с приближением максимума[уточнить] солнечного цикла (продолжительность солнечного цикла — 11 лет).
По классификации, разработанной в обсерватории КрАО, различаются 3 типа протуберанцев по форме и по характеру движения материи внутри них:
- I тип. Протуберанец I типа встречается редко. Имеет форму облака или струи дыма. Возникают следующим образом: вещество поднимается по спирали на большие высоты. Скорость движения вещества может достигать 700 км/с. На высоте около 100 тыс. км от протуберанца отделяются куски; куски падают по траекториям, напоминающим силовые линии магнитного поля.
- II тип. Протуберанцы II типа имеют форму искривлённых струй. Струи начинаются и заканчиваются на поверхности Солнца. Узлы и струи движутся словно по магнитным силовым линиям. Скорости движения сгустков — от нескольких десятков до 100 км/с. На высотах в несколько сотен тысяч километров струи и сгустки угасают.
- III тип. Протуберанцы III типа имеют форму кустарника или дерева. Достигает очень больших размеров. Сгустки вещества движутся неупорядоченно со скоростями, не превышающими десятков км/с.

## Теория
Полной теории, объясняющей разнообразные явления, связанные с солнечными протуберанцами, ещё не существует. Происходящее объясняется совместным действием силы тяжести, электрической силы и силы магнитной.
Химический состав протуберанцев соответствует составу обращающего слоя, однако физические условия в них таковы, что в спектре спокойных протуберанцев преобладают линии водорода и однократно ионизированного кальция; в протуберанцах связанных с солнечными пятнами (такова большая часть изверженных), выделяются также линии различных металлов. Ширина, интенсивность и другие особенности этих линий указывают на то, что для протуберанцев характерны температуры 6…8 тыс. К при концентрации частиц (1…5)⋅1010 см-3. Длительное существование протуберанцев показывает, что его вещество удерживают магнитные силы. Наличие магнитных полей в протуберанцах напряжённостью в несколько сотен эрстед установлено спектроскопическими наблюдениями.

## Наблюдения
Один из самых известных протуберанцев наблюдался 4 июня 1946 года вблизи максимума солнечного цикла, был заснят на плёнку и получил название «Дедушка» («англ. Granddaddy»).
Самый высокий протуберанец за всю историю наблюдений Солнца был замечен в июне 1946 года. Его высота составляла 1,7 млн км, что больше диаметра Солнца.
25 января 1991 года (вблизи максимума солнечного цикла) астрономы Udin W. и Verma V. K. зафиксировали максимальную скорость извержения протуберанцев — около 1280 км/с.
18 марта 2003 года спутник SOHO впервые заснял возникновение двух протуберанцев с противоположных сторон диска Солнца. Через 6 часов оба протуберанца прекратили своё существование. Неизвестно, было ли это событие закономерным или случайным.
17 апреля 2009 года обсерватория ТЕСИС, расположенная на борту российского спутника «Коронас-Фотон», зафиксировала выброс гигантского протуберанца в глубоком минимуме активности Солнца: в межпланетное пространство был выброшен протуберанец длиной в 50 раз больше диаметра Земли.

## Галерея

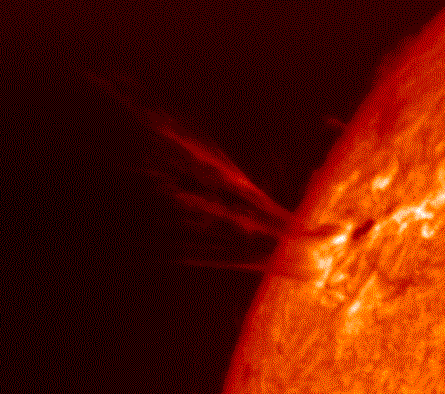
Выброс коронарной массы
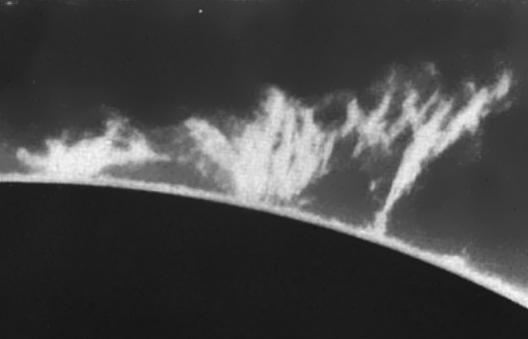
Выброс массы, достигающий высоты 85 тыс. миль над поверхностью Солнца (снимок сделан телескопом Snow и 5-футовым спектрогелиографом 21 августа 1909 года)
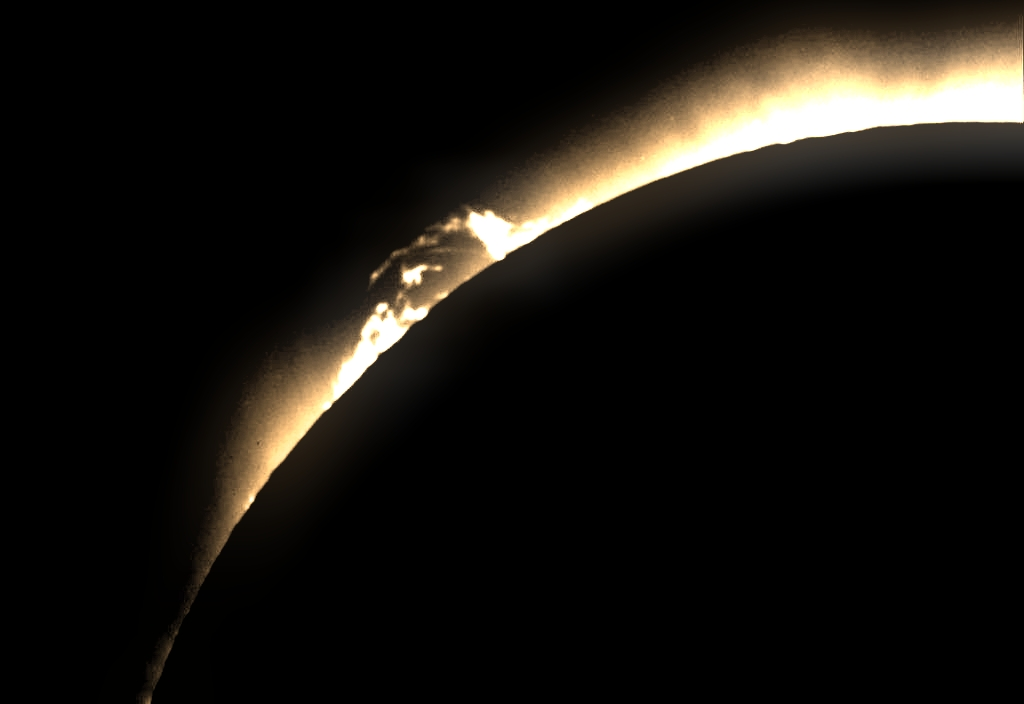
Любительская фотография протуберанца с использованием коронографа
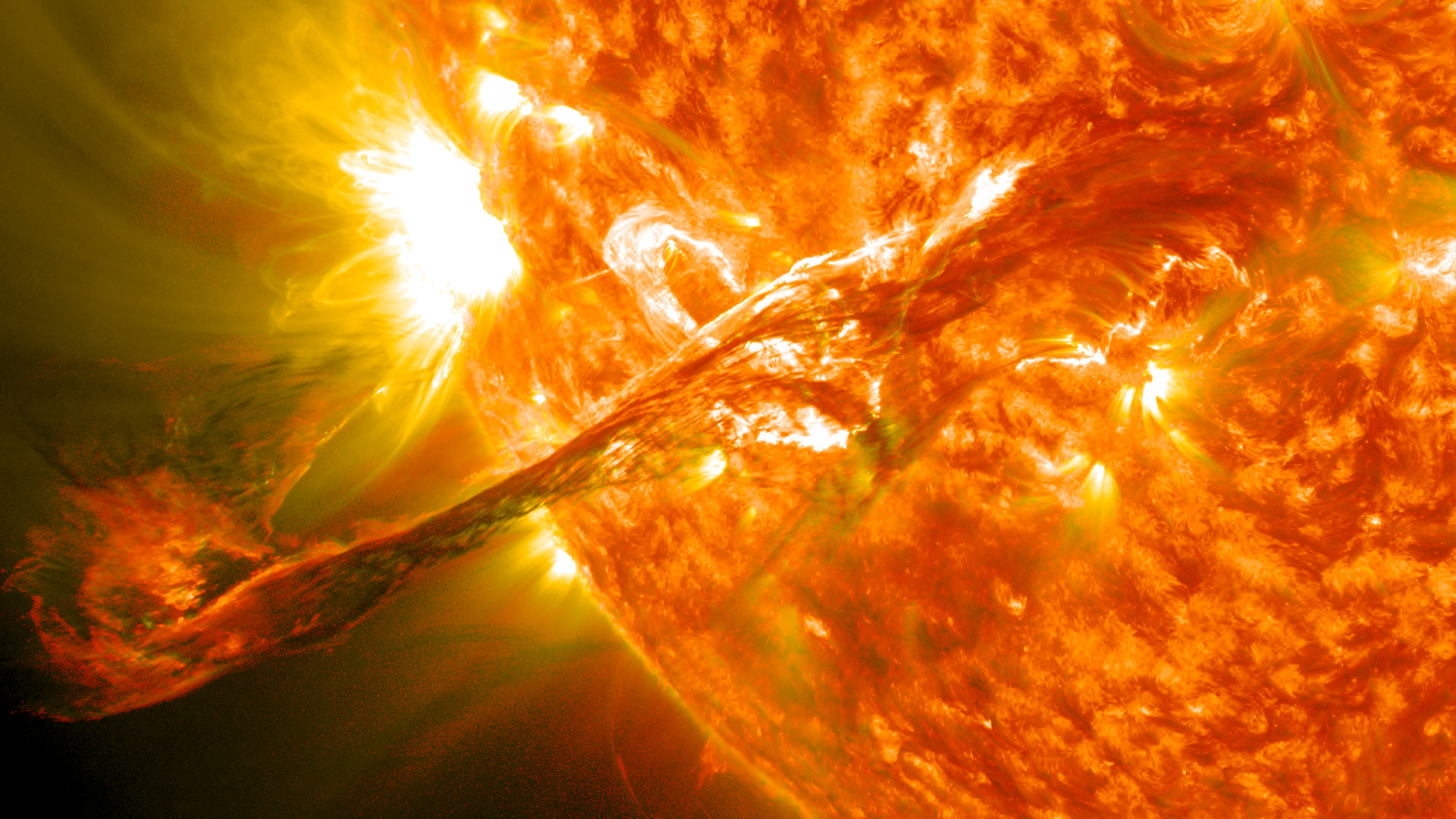
Корональный выброс массы 31 августа 2012 года